# 1952년 동계 올림픽 크로스컨트리
1952년 동계 올림픽 크로스컨트리 경기는 1952년 2월 18일부터 2월 23일까지 노르웨이 오슬로에서 열렸다. 여자 10km 경기가 이 대회에서 올림픽 종목으로 처음 채택되었다.